# Петър Боев (фотограф)
Вижте пояснителната страница за други личности с името Петър Боев.
Петър Константинов Боев е български фотограф, художник и историк на българската фотография.

## Биография
Роден е на 29 март 1912 г. в София. Баща му Константин е полковник от Българската армия, родом от село Баня (област Благоевград), а майка му Райна от Самоков е дъщеря на отец Петър Пакев. Вуйчо му Михал Поппакев издава единствения в самоковската вестникарска история хумористичен вестник „Тинтири–минтири“. Петър Боев има двама братя – Иван, който умира като дете и Никола (Кольо), който продължава бащината кариера на армейски офицер.
Петър Боев получава основното си образование в Самоков, след което завършва Трета софийска мъжка гимназия. Като ученик членува в учредения през 1920 г. Български фотоклуб и в Българския младежки съюз „Отец Паисий“. През 1935 г. завършва право в Софийския университет „Св. Климент Охридски“. Същевременно посещава лекции по история на изкуството при проф. Николай Райнов и по философия при проф. Димитър Михалчев. Приет е и в Художествената академия, където учи 4 години, но не се дипломира.
Отбива военната си служба в Школата за запасни офицери. За кратко е съдия, след което работи в Дирекцията на националната пропаганда, където започва създаването на фотоархив, част от фондация „Българско дело“. През 1942 г. става началник на отдел „Печат“. След 9 септември 1944 г. е осъден от Народния съд на две години затвор,   които излежава в Централния софийски затвор и болница „Червен кръст“. После работи последователно като зидаромазач и като касиер в Народния театър „Иван Вазов“. През 1951 г. постъпва в Държавния фотоархив, а от 1973 г. (вече като пенсионер) е зает и в Клуба на фотодейците в България. 
Петър Боев умира в София на 11 ноември 2004 г.
Неговият архивен фонд № 2153К  е преминал научно-техническа обработка и се съхранява в Централния държавен архив.
През февруари 2022 г. е представена изложба „Петър Боев (1912–2004 г.) – познатият непознат“, реализирана от Градския исторически музей – Самоков, Държавна агенция „Архиви“ и Българския фотоклуб (основан 1920 г.).

## Публикации
Резултат от дългогодишната му фотографска и изследователска дейност са двата тома „Фотографско изкуство в България“ (Част 1: 1856 – 1944, 1983 г.; Част 2: 1945 – 1995, 2000 г.). Автор е и на книги с фоторепродукции за Йордан Йовков и Владимир Димитров-Майстора („Йордан Йовков. 1880 – 1937 (Изобразителен материал)“, 1970 г.; „Йордан Йовков 1880–1937: (комплект 10 фотопортрета)“, 1971 г.; „Владимир Димитров - Майстора“, 1974 г.); на интервюта с културни дейци за фотографията (книгата „Разговор за фотографията“, 1990 г.); на албумите  „Фотографията, българинът и небето“, „Златните пясъци“ (1966) и др. Автор е на изложбите „Панорама на българската фотография“ (1989), „100 години туризъм в България“ и „Земите български“ (1995).